# 1568 Aisleen
1568 Aisleen è un asteroide della fascia principale. Scoperto nel 1946, presenta un'orbita caratterizzata da un semiasse maggiore pari a 2,3526358 UA e da un'eccentricità di 0,2540546, inclinata di 24,89156° rispetto all'eclittica.
L'asteroide è dedicato alla moglie dello scopritore.